# 撒拉威阿拉伯民主共和國國旗
撒拉威阿拉伯民主共和國國旗啟用於1976年2月28日，是一面具有泛阿拉伯颜色和伊斯蘭色彩的旗幟。国旗的设计基于巴勒斯坦国旗，而巴勒斯坦国旗又源自阿拉伯起义时使用的颜色。星星和新月被视为伊斯兰教的象征，在其他邻近伊斯兰国家（如阿尔及利亚和毛里塔尼亚）的国旗上也可以看到这种图案。
旗幟原本是西撒人阵的旗幟，由紅、黑、白、綠四色構成：紅色的三角形在左，黑、白、綠成三條水平帶。白色橫條中間有新月抱星的圖案，是伊斯蘭教的象徵。

## 象征意义
国旗中的绿色象征着撒哈拉人民有朝一日重返家园的希望，白色代表着和平与撒哈拉人的纯洁，黑色代表着对烈士的痛苦和悲痛，红色代表着全体烈士所洒的鲜血。星星代表西撒哈拉共和国是一个阿拉伯共和国，新月代表着西撒哈拉共和国是一个穆斯林国家。

## 西撒哈拉旗帜演变史
| 旗帜 | 使用时间                                | 比例                                                               | 政治实体                           | 备注                                                     |
| ---- | --------------------------------------- | ------------------------------------------------------------------ | ---------------------------------- | -------------------------------------------------------- |
|      | 1884-1931;1931-1938;1938-1945;1945-1975 | 2:3                                                                | 西属撒哈拉                         | 西班牙统治时期的官方旗帜，即西班牙国旗。                 |
|      | 1974-1975                               | 2:3                                                                | 西撒哈拉被 毛里塔尼亚和 摩洛哥分治 | 西撒哈拉撒哈拉全国联盟党党旗，短暂代表西撒哈拉地区的旗帜 |
|      | 1975-1979                               | 2:3                                                                | 西撒哈拉被 毛里塔尼亚和 摩洛哥分治 | 毛里塔尼亚治下的西撒哈拉提里斯·阿尔·加尔比亚的旗帜。     |
|      | 1976–至今                               |                                                                    |                                    |                                                          |
| 2:1  | 撒拉威阿拉伯民主共和國                  | 阿拉伯撒哈拉民主共和国的旗帜（拟议）                               |                                    |                                                          |
| 2:1  | 撒拉威阿拉伯民主共和國                  | 阿拉伯撒哈拉民主共和国现行国旗，同时也是波利萨里奥阵线的官方旗帜。 |                                    |                                                          |

## 其他旗帜

### 摩洛哥统治地区旗帜（1976年-1997年）
在1976-1997年摩洛哥的行政区划当中，三个省包括西撒哈拉的部分地区。 但是，这些省在1997年进行了重组。因此，其中一些标志不再正式使用。

阿尤恩省的旗帜。
布支杜尔省省旗。
上埃德哈卜省省的旗帜。

### 相似旗帜
- 阿拉伯撒哈拉民主共和国国旗
- 苏丹国旗
- 南苏丹国旗
- 利比亞國旗
- 约旦国旗
- 巴勒斯坦国旗
- 科威特国旗
- 阿联酋国旗